# Otomys anchietae
Otomys anchietae là một loài động vật có vú trong họ Chuột, bộ Gặm nhấm. Loài này được Bocage mô tả năm 1882.